# USS Pensacola (CA-24)
O USS Pensacola foi o primeiro cruzador pesado operado pela Marinha dos Estados Unidos e a primeira embarcação da Classe Pensacola, seguido pelo USS Salt Lake City. Sua construção começou em outubro de 1926 no Estaleiro Naval de Nova Iorque e foi lançado ao mar em abril de 1929, sendo comissionado em fevereiro do ano seguinte. Era armado com uma bateria principal composta por dez canhões de 203 milímetros em quatro torres de artilharia duplas e triplas, tinha um deslocamento de mais de onze mil toneladas e alcançava uma velocidade máxima de 32 nós.
O Pensacola passou seus primeiros anos de serviço operando principalmente na Costa Leste dos Estados Unidos e no Mar do Caribe, viajando periodicamente para a Costa Oeste a fim de participar de exercícios de treinamento de combate com o resto da frota. O navio foi transferido para a Frota do Pacífico em janeiro de 1935 e continuou a se ocupar de treinamentos e exercícios de rotina. Ele deixou o Havaí em novembro de 1941 na escola de um comboio para as Filipinas, porém foi desviado para a Austrália depois do Ataque a Pearl Harbor e o início da Guerra do Pacífico.
O cruzador foi inicialmente designado para deveres de escoltas de diferentes forças tarefas centradas em porta-aviões, participando nessa função da Batalha de Midway em junho de 1942. Depois disso, o Pensacola deu suporte para várias operações na Campanha de Guadalcanal, envolvendo-se nas batalhas das Ilhas Santa Cruz em outubro e Tassafaronga em novembro, quando foi torpedeado por um contratorpedeiro japonês e seriamente danificado, precisando recuar até Pearl Harbor para passar por reparos. Seu período de consertos durou de janeiro a novembro de 1943.
Ao retornar ao serviço ativo, o Pensacola participou nas campanhas das Ilhas Gilbert e Marshall, Ilhas Marianas e Palau e Filipinas, quando envolveu-se na Batalha do Golfo de Leyte, todas em 1944. No ano seguinte tomou parte em ações de suporte nas batalhas de Iwo Jima e Okinawa. A guerra terminou em agosto e o navio ajudou a transportar soldados de volta para casa, em seguida sendo usado como alvo nos testes nucleares da Operação Crossroads em julho de 1946. Ele sobreviveu e foi descomissionado em agosto, sendo afundado como alvo de tiro em novembro de 1948.